# 5 Batalion Wojsk Kolejowych
5 Batalion Wojsk Kolejowych – oddział wojsk kolejowych Sił Zbrojnych PRL.
Batalion sformowany został w 1950 roku w Darłowie na bazie dywizjonu artylerii kolejowej Marynarki Wojennej
W 1955 roku rozformowano batalion, a część kadry i żołnierzy przeniesiono do 3 i 7 batalionu wojsk kolejowych.

## Dowódcy batalionu
- mjr Konstanty Świrski
- ppłk Józef Markiewicz
- kpt. Jerzy Łysak